# Vadim Shikarev
Vadim Shikarev, född 15 november 1968, död februari 2001, var en kazakisk bågskytt. Han deltog vid olympiska sommarspelen 1992, 1996 och 2000.